# Raphael-Kirche (Pforzheim)

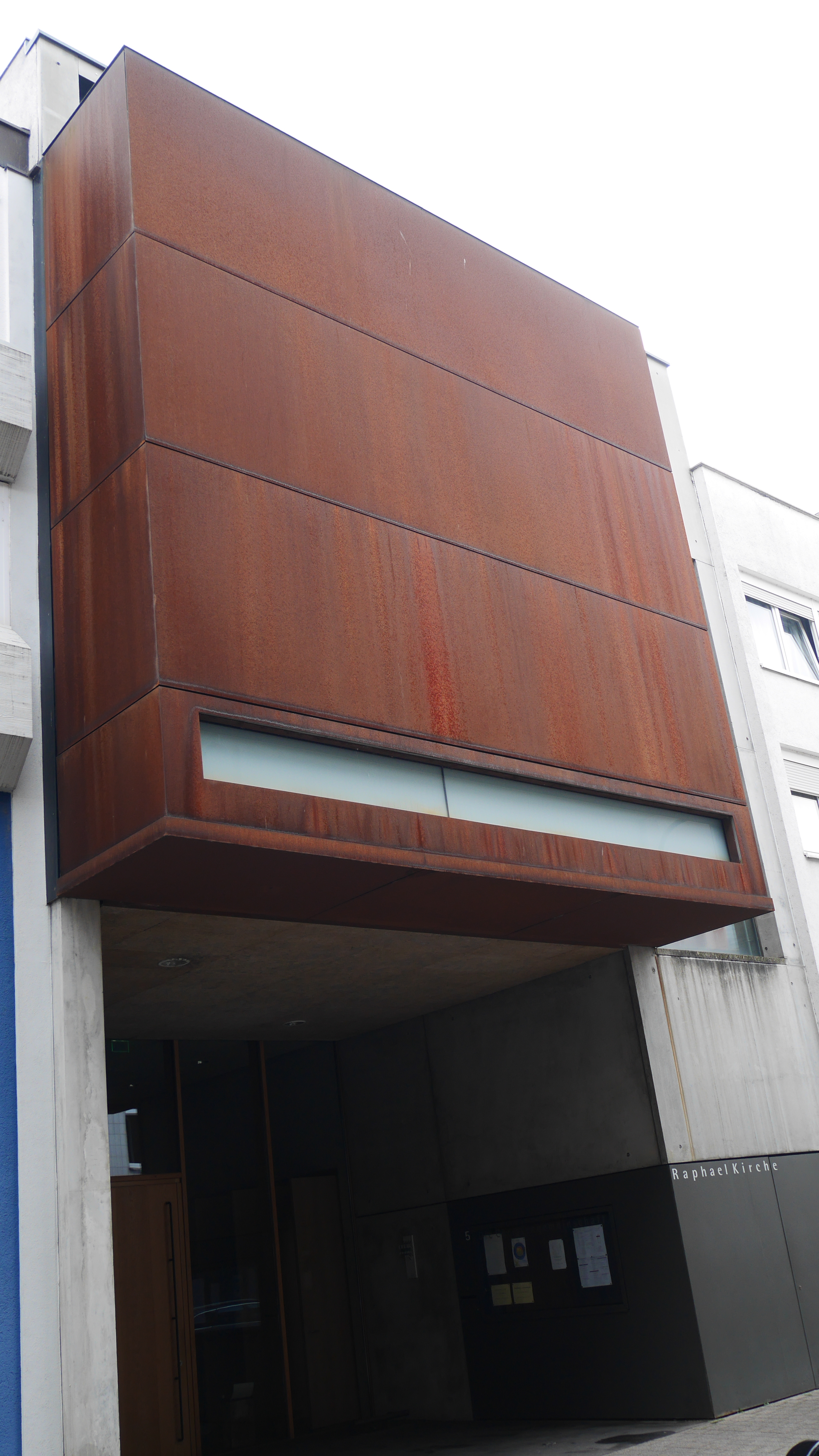
Raphael-Kirche (Pforzheim) Ansicht Turnstraße

Die Raphael-Kirche ist der religiöse Versammlungsort der Christengemeinschaft Pforzheim. Sie befindet sich in der Turnstraße 5. Das Gebäude wurde 2005 nach Abriss eines Vorgängerbaues errichtet und erhielt 2006 den Hugo-Häring-Preis.

## Kirchengebäude
Ein konisch zugeschnittenes Grundstück des Vorgängers erforderte einen programmatischen Bau, den die Gemeinde als Sinnbild der Balance zwischen verschiedenen Polen versteht. Ein differenziertes Spiel zwischen Offenheit und Geschlossenheit, Heiterkeit und innerer Versenkung soll die Räume in ihrer Funktion akzentuieren. Im Erdgeschoss tritt über eine Glaswand der Straßenraum in das Gebäude hinein. Das Foyer und der über eine Treppe erhöht liegende Gemeindesaal wenden sich über den rückwärtigen Hof wieder ins Licht. Der Saal  dient der formlosen Zusammenkunft für Vorträge, Feste und Ausstellungen. Edle Hölzer der flexiblen Einbauten kontrastieren mit »Sauerkrautplatten« an der Decke und grauem Filz des raumteilenden Vorhangs. Der als Langhaus errichtete Kultraum darüber zeigt die raue Brettschalung des Sichtbetons, der teils von Streiflicht erhellt, teils von Lichtschlitzen akzentuiert wird. Eine in den Straßenraum hineinragende Box aus Corten Stahl wirkt als markantes Zeichen im Stadtraum. Eine frei in das  Treppenhaus gehängte Stahltreppe führt hinauf zum verglasten Gruppenraum und zum Besprechungszimmer, dessen Qualitäten, wie die des gesamten Gebäudes, in der gekonnten Kombination von Offenheit und Zurückhaltung liegen.

## Geschichte
1955 erwarb die Gemeinde das Trümmergrundstück in der Turnstraße. 1956 erfolgte die Grundsteinlegung des ersten Kirchenbaus. 1997 erfolgte die Entscheidung, neu zu bauen. Ostern 2005 wurde die neue Kirche eröffnet.

## Galerie

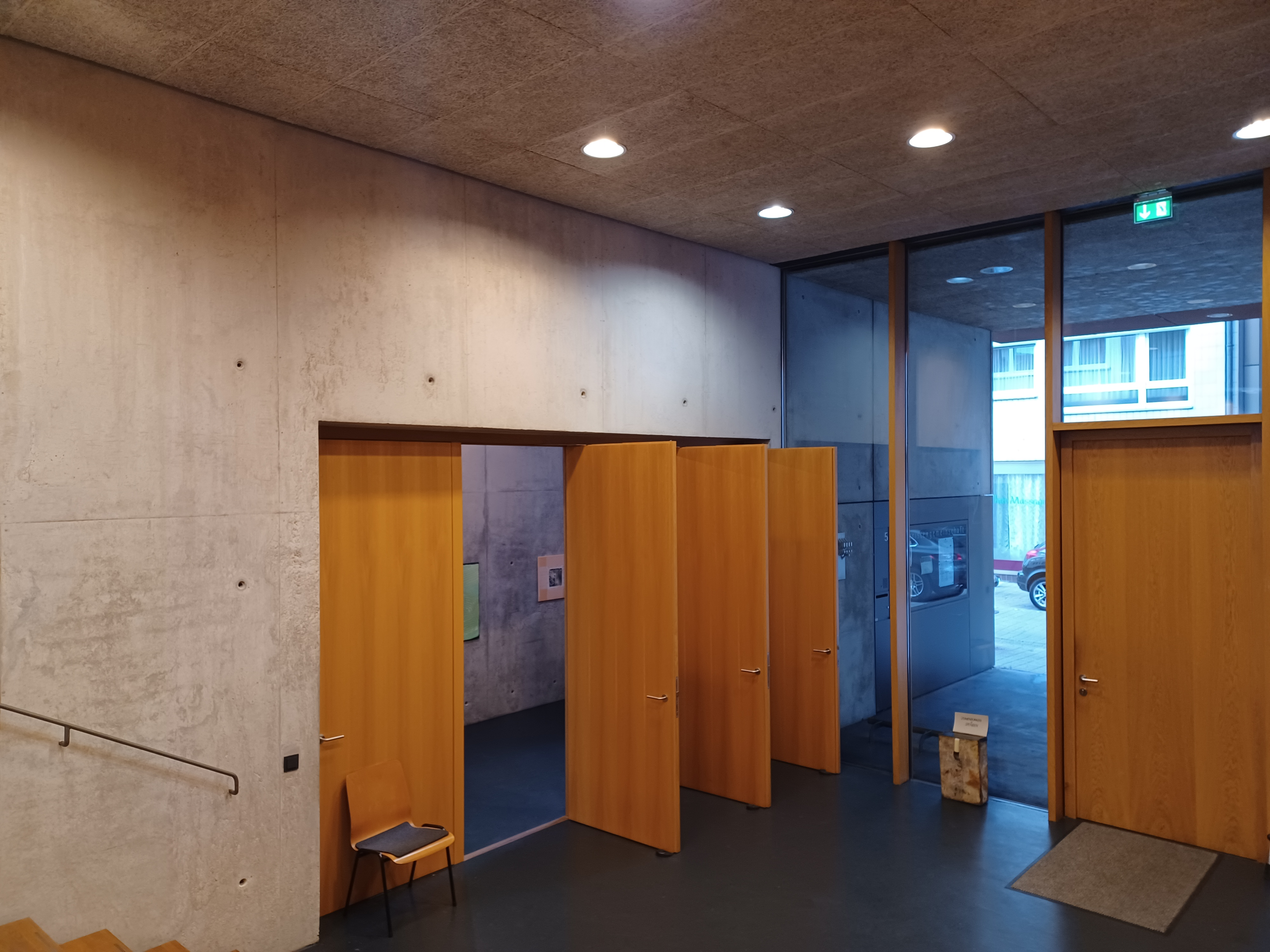
Foyer
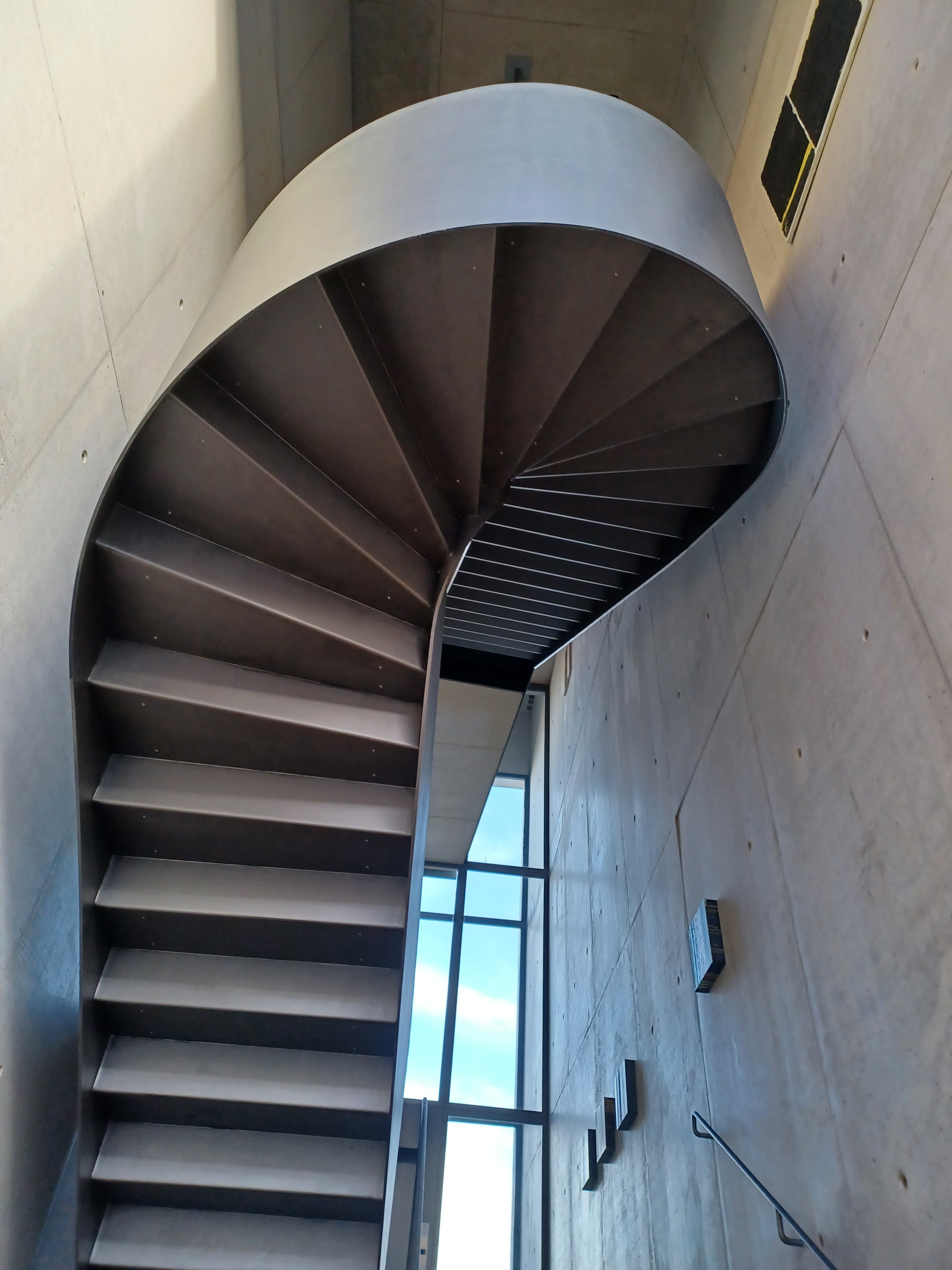
Treppe
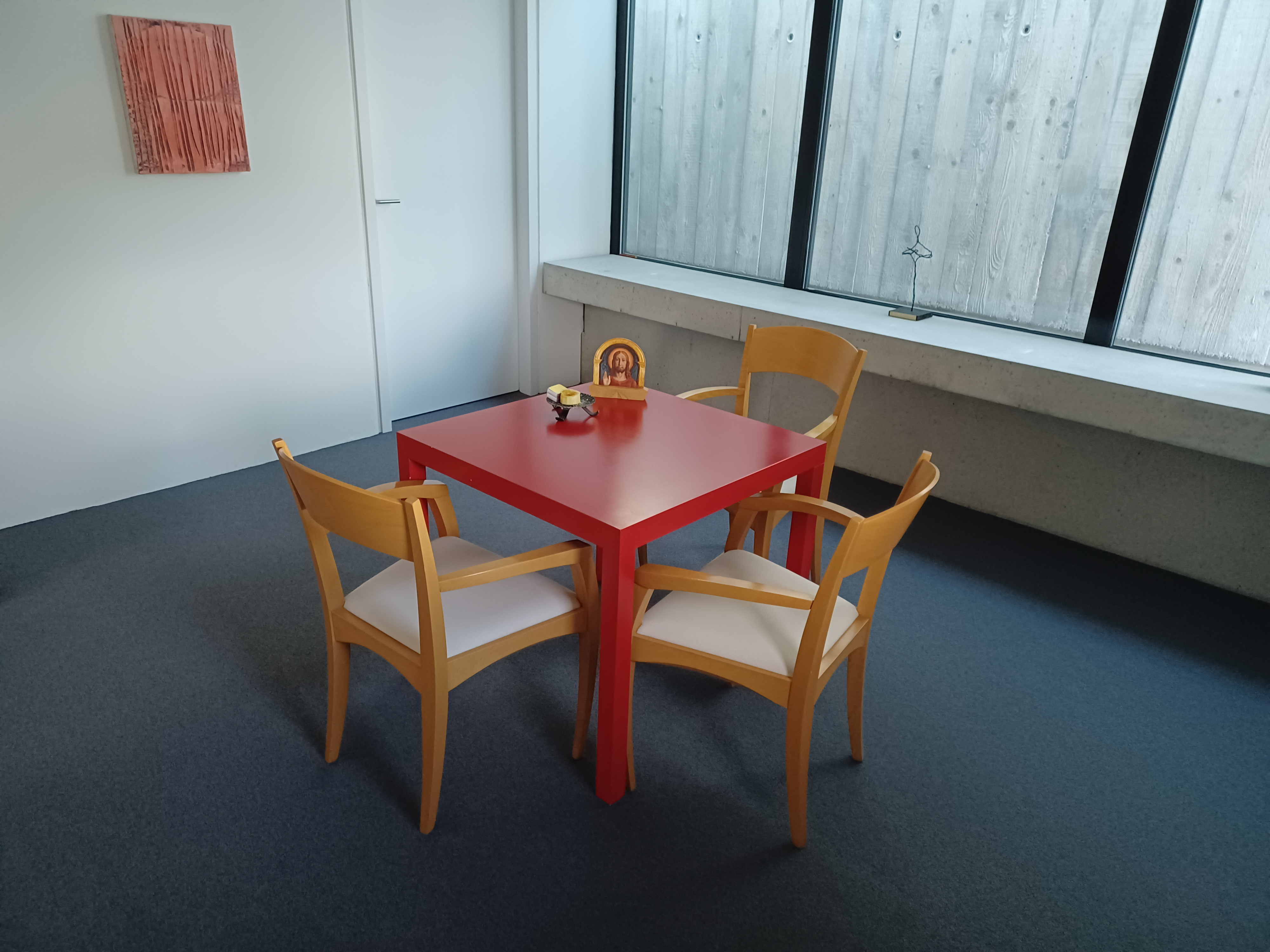
Gesprächsraum